# アドベンチャーノベルス
アドベンチャーノベルスは、JICC出版局から刊行されたゲームブックのレーベル。

## 概要
1980年代後半の日本におけるゲームブックブームの一端を担ったレーベルのひとつ。当時はまだマニア向けの娯楽だったパソコン用アドベンチャーゲームを題材としている。特にインフォレスト社製ゲームをもとにした作品が多いが、日本製ゲームが原作のものもある。また、後には映画や漫画を原作とした作品、そして完全オリジナルのゲームブックも出している。
判型は新書の右開き本である。付属のしおりがアドベンチャーシートを兼ねている。
ゲームシステムは単にチェックをしていくだけという簡単な作品もあるが、パソコンゲーム原作で戦闘システムを取り入れているものの中には、手動で計算するには面倒なほどの数値処理を要する作品もある。

## 作品
アステカ
著 : 仲田政一 / 1986年 ISBN 4-88063-176-0
1930年代初頭のメキシコで、とある新聞記者がアステカの遺跡にまつわる謎に挑む。
ザ・スクリーマー
著 : 山本雅之 / 1986年 ISBN 4-88063-178-7
199X年の第三次世界大戦によって荒廃した東京で、暴走したコンピュータが造り出したモンスターを狩る者たちがいた。人は彼らを「スクリーマー」と呼んだ。
帝王の涙
著 : 真田伸幸 / 1986年 ISBN 4-88063-198-1
謎の秘宝「帝王の涙」をめぐる、宇宙をまたに駆けての争奪戦にモズ・シバットが身を投じる。
ウィル
著 : 田中政明 / 1986年 ISBN 4-88063-199-X
世界五大都市に核ミサイルを射ち込もうとするマッド・サイエンティストの計画を阻止するため、特殊部隊が南海の孤島トリニアに潜入する。
夢幻の心臓II
著 : 小沢淳 / 監修 : 田中潤司 / 絵 : 北原文野 / 項目数 : 292 / 1986年 ISBN 4-88063-200-7
かつて美しかったエルダー・アインの地は、暗黒の皇子の支配下にあった。世界から闇を払うために「夢幻の心臓の戦士」が召喚されたが、彼はすべての記憶を失っていた。たまたまその場に居合わせた盗賊ギデオンによって「ルクス」と名づけられた戦士は、自分の使命を探す旅に出る。
原作はクリスタルソフト制作のパソコン用ソフト。ゲームブック化されたのは第2作のみ。
カーマイン
著 : 横倉広 / 1986年 ISBN 4-88063-218-X
東西陣営が対立を続ける西暦2008年。某国第23特殊部隊に下った極秘指令、作戦名は「カーマイン」。二足歩行メカ「アーマード・ファイティング・ウォーカー」で西側陸軍特殊研究施設カーディナルに侵入した彼らを待ち受けるものとは。
ウルティマシリーズ
原案 : ロード・ブリティッシュ / 絵 : 佐藤仁彦
ウルティマ
著 : 山本邦一 / 項目数 : 285 / 1986年 ISBN 4-88063-219-8
退屈な村を飛び出したロトは冒険者となって腕を磨く。やがてブリタニアを治めるロード・ブリティッシュの導きで、彼は闇の世界の支配者モンデインとの対決におもむくのだった。
ウルティマII
著 : 本橋信宏 / 項目数 : 291 / 1986年 ISBN 4-88063-220-1
かつて勇者に討たれたモンデインの弟子、魔女ミナクスによって世界は混乱の中に陥れられた。ニューヨークのハンバーガー売りの青年カルルは、いつしか時空を越えた冒険の旅に投げ出され、魔女の野望に立ち向かうことになる。
最後に明かされた真実とは、カルルが旅の中で出会ったヒロインが全員ミナクスの分身であり、初めから魔女の手のひらの上で踊らされていたということだった。それでもミナクスを討ち果たすと、その瞬間なんの報酬もなくニューヨークに戻され、世界を救ったのにカルル自身は救われぬまま物語は終わる。
ウルティマIII
著 : 山本邦一 / 項目数 : 352 / 1986年 ISBN 4-88063-221-X
モンデインとミナクスの遺した世界の破滅「エクソダス」が動き出した。ブリタニアを守るためにロード・ブリティッシュが召喚したのは4人の勇者、パルファン（ジャンヌ・ダルク）、バルク（天草四郎）、ウルリッヒ（ルドルフ・ヘス）、ドム（テムジン）。彼らは地球の記憶を持たぬままにエクソダスを封じる旅に出るが、志半ばにしてウルリッヒは倒れ、ヘスは元の世界に戻る。その後、真の4人目の戦士ライガー（サラーフッディーン）を加え、冒険はなおも続いていく。
今回はパーティー制を採用しているが、4人の能力値の平均を出さねばならないなど複雑な計算を要求される。
ウルティマIV
著 : 本橋信宏 / 項目数 : 463 / 1986年 ISBN 4-88063-222-8
およそ美徳とは縁遠い無頼漢ゴータ・マヘシュが、なぜか8つの徳を見出す放浪の旅に送り出された。ブリタニアの各所をめぐり、ゴータはアーバタール（人格者）の境地を目指す。
ゾークシリーズ
すべて　著 : 横倉広 / 原案 : Infocom
現代人が古代地下帝国の遺跡に迷い込む内容の原作に対し、ゲームブック版は地下帝国と同時代人を主人公としたファンタジー作品となっている。原作のような言葉探しが必要ない点はプレイが楽だが、頭をひねる難関のない分岐小説と化しておりゲームブックとしては物足りない。
ゾークI
1987年 ISBN 4-88063-237-6
小国の近衛兵だった少年ジョニーが森の中で見つけたのは、莫大な財宝を抱いたまま眠る大地下帝国への入り口だった。
ゾークII
1987年 ISBN 4-88063-238-4
地上に戻ったジョニー・グレイを待ち受けていたのは、隣国ネメディーアの執拗な追及の手だった。やむなくジョニーは再び地下世界へ旅立つ。
ゾークIII
1987年 ISBN 4-88063-239-2

ウィットネス
著 : 大川タケシ / 原案 : Infocom / 1987年 ISBN 4-88063-241-4
1930年代のロサンゼルス。主人公である警部の目の前で貿易商リンダーが殺害され、彼は第一目撃者（ウィットネス）になってしまう。
普通の推理小説同様に主人公が途中でトリックに気づくので、読者が判断しなければならないのは捜査の進め方や人間心理のほうである。解決失敗の結末にも読み応えがある良作。ミステリにありがちな情報の錯綜を避けるため、ところどころで手がかりを要約する配慮もある。
サスペクト
著 : 北村成一 / 原案 : Infocom / 1987年 ISBN 4-88063-242-2
雪に閉ざされた邸宅での仮面舞踏会で主催者が殺された。被害者の甥トムは容疑者にされてしまい、警察が到着するまでに身の証を立てようとひとり捜査を始める。
60分という制限時間が設けられているが、調べるにはじゅうぶん余裕がある。それでも必ず正しい推理ができるというものでもない。
デッドライン
著 : 北鏡太 / 原案 : Infocom / 1987年 ISBN 4-88063-244-9
自宅で変死した大富豪ロブナー。現場に向かうケニー警部補のもとに、彼が以前逮捕したはずの殺人鬼と同じ手口の犯行が再発したという連絡が届く。ケニーは2つの難事件を同時に解決しなければならない。
犯人を当てるだけでは不足で、裁判で有罪を立証しなければならない点に単なる謎解きを越えた現実味がある。
エンチャンターシリーズ
すべて　著 : 白鳥洋一 / 原案 : Infocom
ゾークシリーズに比べると、徐々に習得していく魔法の使い方を考えるスリルがあるため、より楽しめる。しかし魔法の使用にペナルティがなく、また何度でも同じパラグラフに戻ってこられるため、片っ端から呪文をかけて回るというコンピュータ・ゲーム的な解き方に陥りがちで、小説的な描写と齟齬をきたしている。
エンチャンター
1987年 ISBN 4-88063-243-0
エンチャンター（初級魔法使い）見習いのカールに、悪魔クリルを退治する役目が与えられた。
ソーサラー
1987年 ISBN 4-88063-240-6
カールはエンチャンターギルドの長になる試練を受けることになった。彼は行方不明の恩師を探してさまざまな時代を渡り歩いていく。
選択肢によらず、読者が任意で魔法を使用するという独特のシステムを取る。方角を指示する迷路形式の選択が多いのはコンピュータゲームである原作の名残だが、それが物語と一体になっているのはよい発想といえる。しかし主人公の一人称と三人称が混在するなど、文章構成面に粗がある。
スペルブレイカー
1987年 ISBN 4-88063-245-7
ついにエンチャンターの最高位「ネクロマンサー」にまで登り詰めたカール。彼は王国を救うべく最後の冒険に出る。
エイリアン2
著 : 佐々木隆 / 1986年 ISBN 4-88063-246-5
同名の映画のゲームブック化作品。
妖法記
著 : 辻真先 / 1987年 ISBN 4-88063-247-3
強大な力を持つが操る江戸幕府によって、今も支配され続けている日本。隼人とみのりが紛れ込んだのは、今なお徳川幕府が支配するもうひとつの日本だった。幕府の背後にいる「妖法者」とは何者か。
13人目の名探偵
著 : 山口雅也 / 1987年 ISBN 4-88063-248-1
推理小説の探偵たちが実在する「パラレル英国」を舞台に、探偵を狙う殺人鬼「猫」が暗躍する。
ゴーストハンターズ
著 : 宇田川泰功 / 1986年 ISBN 4-88063-250-3
同名の映画のゲームブック化作品。
ゲームバスター魔界大突破
著 : ロード・フィッシュ / 1987年 ISBN 4-88063-299-6
パズルが食べ物でクイズが力になるという「パズランディア」の国を治めるロード・フィッシュは、国の危機を救うためパズルとクイズの達人を「ゲームバスター」として呼び出した。
書名や著者名からはわかりにくいが、日本製ゲームブックである。
ロマンシア
著 : 宮本恒之 / 絵 : 星里もちる /1987年 ISBN 4-88063-300-3
ロマンシア国のセリナ姫が隣国アゾルバへさらわれた。さらに国中が謎の病に見舞われる。この危機に立ち上がったのは、イルスランの王子ファン＝フレディだった。
文章だけではなく、3か所にコミックが挿入されている。
イーグルジャンクション
著 : 横倉広 / 1987年 ISBN 4-88063-303-8
時に198X年。対テロリスト部隊「イーグル」の新任士官ジェームス・コリガンは、南米メラゴニア国の政治家をゲリラから奪還する任務の副隊長に抜擢された。
作戦に使用する車両や参加する隊員の選択が作戦の成否に大きくかかわってくる。
どろろ
著 : 鳥海尽三、鈴木良武 / 原作 : 手塚治虫 / 1988年 ISBN 4-88063-304-6

手天童子シリーズ
1,2とも　著 : 北村成一 / 原作 : 永井豪
手天童子1
1987年 ISBN 4-88063-306-2
鬼によって若夫婦に預けられた赤ん坊は「手天童子郎」と名づけられた。15年後、りっぱな若者に成長した子郎の前に再び鬼が現れる。
手天童子2
1987年 ISBN 4-88063-307-0
鬼獄界へ向かった手天童子郎は、「暗黒死夜邪来」の脅威に立ち向かえるのか。
赤塚不二夫劇場
著 : 喰始 / 原作 : 赤塚不二夫 / 1988年 ISBN 4-88063-404-2
遅刻ばかりのバカボンは、今日こそ間に合って見せると意気込んで家を出るが……。